# Ondô (cidade)
Ondô (Ondo) é a maior cidade no estado de Ondô, Nigéria. Tem uma população de 275.917.
A indústria local inclui o processamento de alimentos e manufatura de licor de chocolate.
A cidade de  Ondô éhabitada principalmente pelos iorubás. Abriga a Universidade de Wesley, o Adeyemi College of Education, e escolas secundárias populares incluem Ondo Boys High School Popular, St. Joseph's college, Ondo grammar school, St. Louis e St. Monica's grammar Schools. A Ondô Boys High School, fundada em 1919, é uma das 50 escolas mais antigas de África.

Ondô tem um estádio de 10.000 pessoas e uma equipe profissional de dois times, o clube Works Football. As empresas em Ondô incluem a Premier Metal Industry, a John Holt, a Indústria de Concreto da Nigéria etc. Os hotéis em Ondô incluem Sunny Sky, Hotel Adesuper, Akiavic, hotel Sun Breakers Olamojiba, etc. Festivais populares celebrados em Ondô incluem os festivais Odunbami e Ogum.
A cidade de Ondô é o centro comercial da região circundante. Inhame, mandioca, cereais e tabaco são cultivados, e algodão também é cultivado e usado para tecer pano.
A cidade de Ondô é a maior produtora de produtos licor de chocolate. [carece de fontes?]
O título do rei é Ossemauê. O atual rei Dr. Victor Kiladejo foi selecionado em setembro de 2006 após a morte do ex-rei Dr. Festus Ibidapo Adesanoye.